# Melanie Lasrich
Melanie Lasrich (* 23. August 1968) ist eine ehemalige deutsche Fußballspielerin. 

## Karriere

### Vereine
Lasrich begann ihre Karriere beim VfB Uerdingen und wechselte später zum TuS Ahrbach. In der Bundesligasaison 1994/95 war sie mit 20 Toren drittbeste Torschützin. Beim DFB-Hallenpokal 1995 wurde sie Torschützenkönigin und zur besten Spielerin gewählt. Nach dem Abstieg ihres Vereins aus der Bundesliga am Saisonende 1996/97 wechselte sie zu den Sportfreunden Siegen, bei denen sie im Jahre 2000 ihre Karriere beendete. Wenige Jahre später feierte sie beim Linner SV ein Comeback und kehrte 2003 im Trikot des FCR 2001 Duisburg in die höchste Spielklasse im deutschen Frauenfußball zurück. Mit dem Saisonende 2003/04 beendete sie ihre Fußballkarriere endgültig. 

### Auswahl-/Nationalmannschaft
Als Spielerin der Auswahlmannschaft des Fußballverbandes Niederrhein gewann sie zudem das Finale um den Länderpokal gegen die Auswahlmannschaft des Fußballverbandes Rheinland, die am 21. April 1985 in Krefeld mit 2:0 bezwungen werden konnte, wie auch die des Fußball- und Leichtathletik-Verbandes Westfalen am 13. April 1986 in Siegen mit 1:0 und auch am 12. April 1987 in Düsseldorf mit 4:1 im Elfmeterschießen.
Lasrich bestritt im Zeitraum von 1985 bis 1993 fünf Länderspiele für die A-Nationalmannschaft und debütierte als Nationalspielerin am 9. April 1985 in Siófok bei der 0:1-Niederlage im Testspiel gegen die Nationalmannschaft Ungarns mit Einwechslung zur zweiten Halbzeit für Birgit Offermann. In ihrem dritten Einsatz für die DFB-Elf am 9. Oktober 1991 in Brüssel gelang ihr beim 2:1-Sieg im Testspiel gegen die Nationalmannschaft Belgiens mit dem Treffer zum 1:0 in der 32. Minute ihr erstes Länderspieltor. In ihrem vierten Länderspiel am 25. September 1993 gelang ihr in Rhade beim 3:1-Sieg im Testspiel gegen die Nationalmannschaft Norwegens mit ihren letzten beiden Toren ihr erster Doppeltorerfolg. 

## Erfolge
- Länderpokal-Sieger 1985, 1986, 1987